# Majuscule

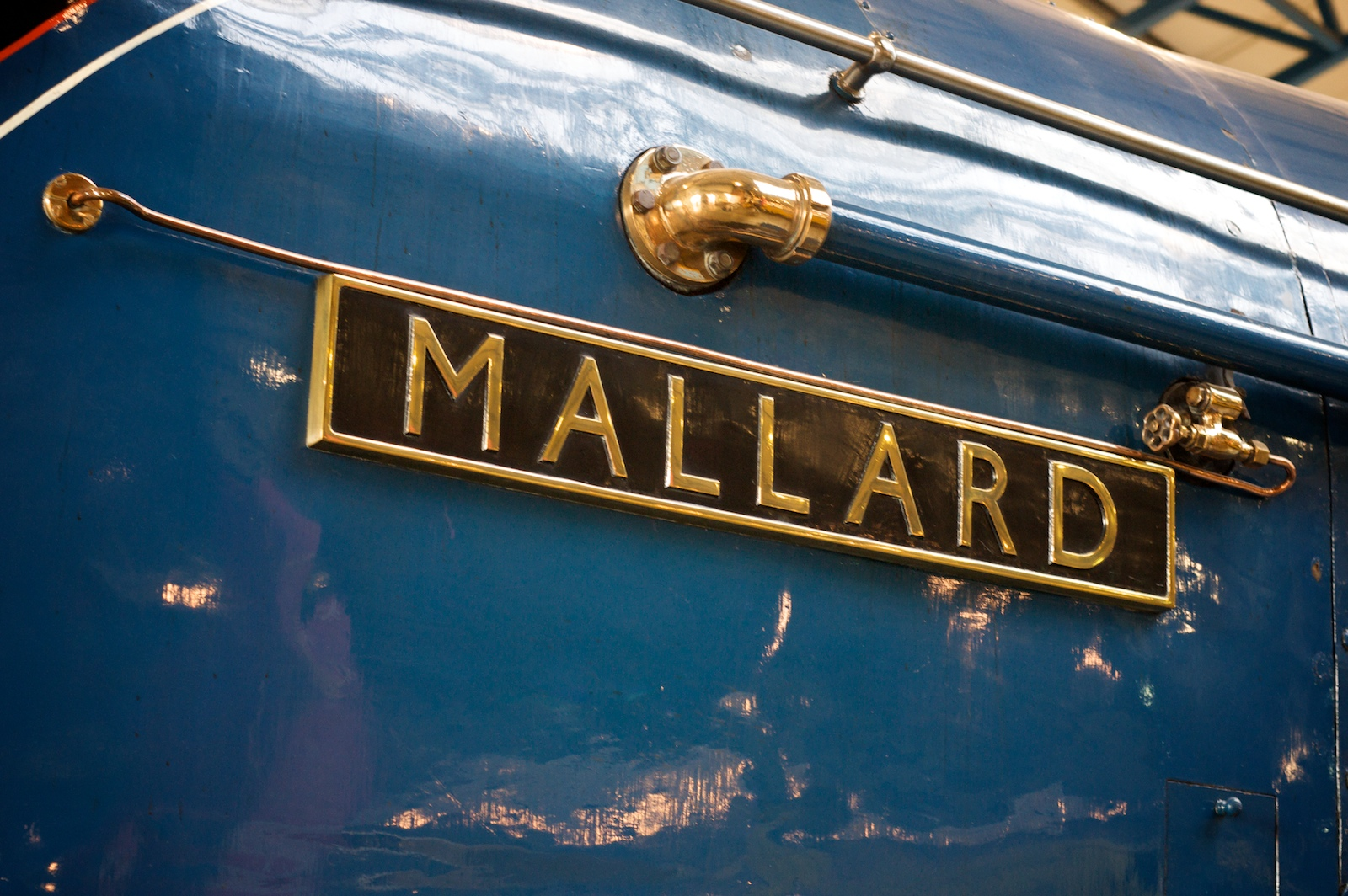
Numele locomotivei feroviare Mallard, scris cu majuscule

În tipografie, textul sau fontul scris cu majuscule (în engleză all caps) conține doar litere mari, fără nicio literă mică. De exemplu:
ACEST TEXT ESTE SCRIS CU MAJUSCULE.
Textul cu majuscule poate fi întâlnit în documente legale, reclame, titluri de ziare și pe coperțile cărților. Grupurile scurte de cuvinte scrise cu litere mari apar mai îndrăznețe și „mai zgomotoase” decât cele cu litere mixte, iar acest efect este uneori denumit „strigăt” sau „țipat”. Majusculele pot fi folosite și pentru a indica că un anumit cuvânt este un acronim.
Au fost realizate studii asupra lizibilității și clarității textului scris cu majuscule. Testele științifice din secolul XX încoace au indicat în general că textul cu majuscule este mai puțin lizibil și mai greu de citit decât textul cu litere mici. În plus, utilizarea majusculelor poate face ca textul să pară agresiv și neplăcut din motive culturale, deoarece majusculele sunt adesea folosite în transcrierile discursurilor pentru a indica faptul că vorbitorul strigă. Textul cu majuscule este comun în benzile desenate, precum și în sistemele mai vechi de teleprinter și transmisie radio, care adesea nu indică deloc cazul literelor.
În documentele profesionale, o alternativă frecvent preferată la textul cu majuscule este utilizarea majusculelor mici pentru a sublinia nume sau acronime cheie (de exemplu, Text în Litere Mici) sau utilizarea italicelor (cursiv) sau, mai rar, a literelor îngroșate (aldin). De asemenea, dacă trebuie folosite majuscule, este obișnuit să se lărgească ușor distanța dintre litere cu aproximativ 10% din înălțimea punctului. Această practică este cunoscută sub numele de tracking sau spațierea dintre litere (letterspacing). Unele fonturi digitale conțin metrici alternative de distanțare pentru acest scop.

## Asocierea cu strigătul sau țipatul
Mesajele complet scrise cu majuscule sunt adesea percepute pe rețelele sociale ca fiind echivalente cu strigătul și alte comportamente nepoliticoase sau argumentative. Aceasta a devenit o interpretare mainstream odată cu apariția calculatoarelor conectate, începând din anii 1980. Totuși, o interpretare similară era deja evidentă în sursele scrise care precedau era informatică, în unele cazuri cu cel puțin un secol. Afișarea textuală a strigătului sau a accentului nu era încă o chestiune stabilită până în 1984. Următoarele surse pot fi relevante pentru istoria utilizării majusculelor:
- Ediția din 17 aprilie 1856 a Yorkville Enquirer (Carolina de Sud) folosește expresia „De data aceasta a strigat-o în litere mari.”
- Cartea din 1880 The Standard Speaker and Elocutionist are o secțiune intitulată „STILUL DE STRIGAT”, care afirmă că „Aceasta va fi rar necesară pe parcursul unei lucrări întregi, dar oriunde cuvintele implică chemare sau comandare, va fi conform cu cuvintele să fie folosită.” Exemplele oferite sunt marcate în LITERE MARI ca locuri potrivite pentru accentuarea strigătului.
- Ediția din 6 septembrie 1958 a Bookseller: The Organ of the Book Trade descrie scrierea cu litere mici ca fiind „mai plăcută decât strigând cu majuscule. Efectul este plăcut pentru oricine se află într-o stare contemplativă.”
- Un articol din 2014 despre netichetă (eticheta online) în New Republic⁠(d), intitulat „Cum au devenit literele mari cod internet pentru țipat”, afirmă că, conform profesorului Paul Luna (din departamentul de tipografie și comunicare grafică al Universității Reading), majusculele au fost folosite „pentru a transmite grandoare, pompozitate sau seriozitate estetică timp de mii de ani” și pentru a exprima furie sau strigăt în print. Exemplele includ biografia pianistei Philippa Schuyler⁠(d) din anii 1940, intitulată „Compoziție în Negru și Alb”, care a folosit majuscule pentru a „striga”, și Robert Moses⁠(d), care în anii 1970 a folosit majuscule pentru a „transmite furie” asupra unui draft al unei cărți.

- Grupurile de discuții online și postările pe avizier din jurul anului 1984 arată că un utilizator trebuia să explice că „dacă e scris cu majuscule încerc să STRIG” sau că „Scrierea întregilor cuvinte cu majuscule dă impresia că strigi”. Alt utilizator a rezumat că părea să existe un consens emergent conform căruia accentul era dat cuvintelor prin intermediul tuturor literelor mari sau prin înconjurarea lor cu asteriscuri.

## Utilizare

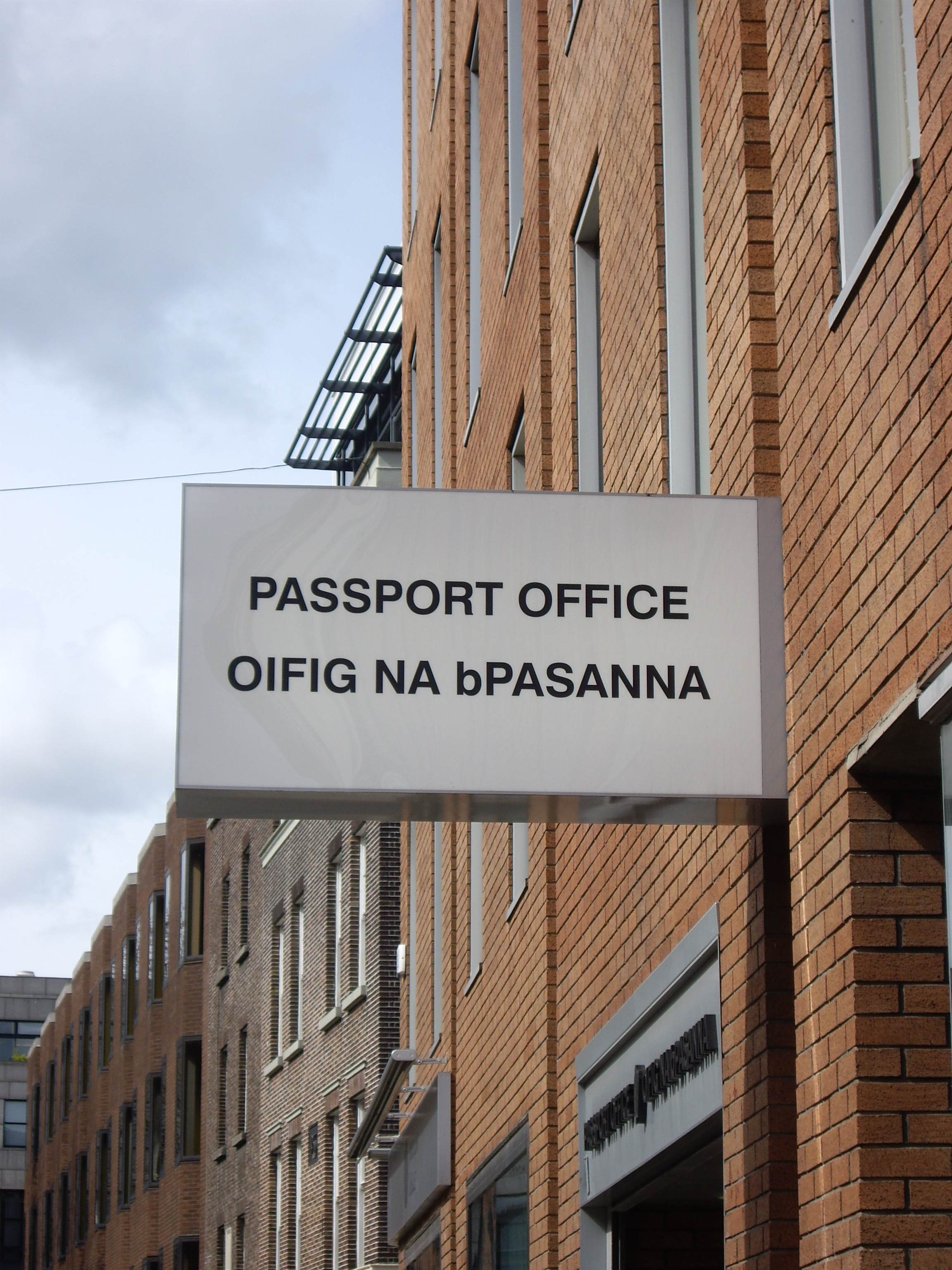
Semn bilingv în Irlanda. Eclipsa de la P la bP folosește litere mici într-un text care este în rest cu majuscule.

### Media tipărită
Înainte de dezvoltarea literelor mici în secolul al VIII-lea, textele din alfabetul latin erau scrise într-un singur caz, care acum este considerat litere mari. Textul scris cu majuscule nu este utilizat pe scară largă în corpul textului; excepția majoră este așa-numitul „text mic” din documentele legale.
Literele mari au fost utilizate pe scară largă în titlurile tipărite încă din primele zile ale ziarelor până în anii 1950. În anii 1990, mai mult de trei sferturi dintre ziarele din lumea vestică foloseau litere mici în textul titlurilor. Discuția referitoare la utilizarea majusculelor pentru titluri se concentrează pe accentuarea mai mare oferită de majuscule versus lizibilitatea mai bună oferită de literele mici. Colin Wheildon a realizat un studiu științific cu 224 de cititori care au analizat diferite stiluri de titluri și a concluzionat că „titlurile scrise cu litere mari sunt semnificativ mai puțin lizibile decât cele scrise cu litere mici”.

### Calculatoare
Tipografia cu litere mari era comună pe mașinile de teletip, cum ar fi cele folosite de departamentele de poliție, agențiile de știri și fostul Birou Meteorologic al Statelor Unite, precum și pe calculatoarele timpurii, cum ar fi anumite modele Apple II și ZX81⁠(d), care aveau un suport limitat pentru textul cu litere mici. Aceasta s-a schimbat odată cu standardizarea suportului complet pentru ASCII, permițând utilizarea caracterelor mici.
Unele calculatoare sovietice, cum ar fi Radio-86RK⁠(d), Vector-06C, Agat-7, folosesc o codare pe 7 biți numită KOI-7N2, în care literele mari chirilice înlocuiesc literele mici latine din tabelul tabelul ASCII, astfel încât pot afișa ambele alfabete, dar doar cu majuscule. Mikrosha poate fi comutată pe KOI-7N1; în acest mod, poate afișa atât majuscule, cât și litere mici, dar doar în chirilică. Alte calculatoare sovietice, cum ar fi BK0010, MK 85, Corvette și Agat-9, folosesc o codare pe 8 biți numită KOI-8R; acestea pot afișa atât text chirilic cât și latin în majuscule și litere mici.
Multe, dar nu toate jocurile NES folosesc majuscule din cauza graficii tile, unde charset-ul și tile-urile împărtășesc aceeași ROM. Designerii de jocuri aleg adesea să aibă mai puține caractere în favoarea mai multor tile-uri.
Odată cu apariția sistemelor de tip bulleting board (BBS) și ulterior a Internetului, scrierea mesajelor cu majuscule a devenit adesea asociată cu „strigătul” sau comportamentele care caută atenția și poate fi considerată nepoliticoasă. Echivalența sa cu strigătul datează de cel puțin din 1984 și înainte de Internet, până la utilizarea tipografiei tipărite cu majuscule pentru a indica strigătul.
Din acest motiv, neticheta descurajează în general utilizarea literelor mari atunci când se postează mesaje online. Deși majusculele pot fi folosite ca o alternativă la „îngroșarea” textului pentru un singur cuvânt sau frază pentru a exprima accentuarea, utilizarea repetată a literelor mari poate fi considerată „strigăt” sau iritant.
Unele aspecte ale limbajului de design Metro al Microsoft implică utilizarea titlurilor și subtitlurilor scrise cu majuscule. Acest lucru a primit o atenție specială atunci când titlurile din meniuri și panglici au apărut cu majuscule în Visual Studio 2012 și Office 2013. Criticii au comparat acest lucru cu un program de calculator care strigă la utilizatorul său. Jurnalistul IT Lee Hutchinson a descris utilizarea acestei practici de către Microsoft ca fiind „PUR ȘI SIMPLU TERIBIL ... [nu] încalcă atât convențiile de proiectare ale OS X cât îi scoate în spatele șopronului, le toarnă benzină și le dă foc.”
În programare, scrierea cu majuscule (posibil cu underscore înlocuind blancul) este o convenție de denumire a identificatorilor în multe limbaje de programare care simbolizează că identificatorul dat reprezintă o constantă.

### Nume de familie
Există o practică (cel mai frecvent întâlnită în țările francofone) de a distinge numele de familie de restul unui nume personal prin stilizarea numelui de familie doar cu majuscule. Această practică este comună și printre japonezi atunci când numele sunt scrise folosind litere romane.

### Comunicații militare
În aprilie 2013, Marina Statelor Unite a renunțat la un sistem de mesagerie bazat pe majuscule, care a fost început cu teleprintere din anii 1850 care aveau doar litere mari. Trecerea la comunicarea cu litere mixte a fost estimată că va economisi Marinei 20 de milioane de dolari pe an și este conformă cu protocolul actual de Internet.

### Drept contractual
O practică învechită care încă mai este folosită, în special de avocații americani mai în vârstă care au crescut înainte de apariția calculatoarelor, este utilizarea textului cu majuscule pentru evidențierea textului care trebuie să fie clar citibil. Această practică datează din perioada mașinilor de scris, care nu ofereau opțiuni pentru text îngroșat sau litere mici.

Expertul în scriere legală Bryan A. Garner⁠(d) a descris această practică ca fiind „îngrozitoare”. Un studiu din 2020 a constatat că utilizarea literelor mari în textele legale este ineficientă și poate fi dăunătoare pentru cititorii mai în vârstă. În 2002, o instanță din SUA s-a pronunțat împotriva acestei practici, stabilind că simpla utilizare a literelor mari nu are nicio influență asupra clarității și lizibilității textului:
Avocații care cred că tastele lor Caps Lock sunt butoane instantanee pentru a face ceva 'vizibil' sunt iluzionați. În determinarea dacă un termen este vizibil, ne uităm la mai mult decât la formatare. Un termen care apare cu litere mari poate fi totuși invizibil dacă este ascuns pe versoul unui contract în tip mic. Termenii care sunt scriși cu litere mari dar apar și în tip greu de citit pot să nu treacă testul vizibilității.

### Cultura pop
Anumiți muzicieni—cum ar fi Marina, Finneas⁠(d) (amândoi cunoscuți mononim) și MF DOOM⁠(d)—precum și unele trupe ca Haim⁠(d) și Kiss—își stilizează numele cu majuscule. De asemenea, este comun ca trupele cu nume fără vocale (un proces cunoscut colorat sub numele de „Disemvoweling⁠(d)”) să folosească majuscule; exemple proeminente includ STRFKR⁠(d), MSTRKRFT⁠(d), PWR BTTM⁠(d), SBTRKT, JPNSGRLS⁠(d) (cunoscut acum ca Hotel Mira), BLK JKS⁠(d), MNDR⁠(d) și DWNTWN⁠(d).

## Lizibilitate
Miles Tinker⁠(d), renumit pentru lucrarea sa fundamentală Lizibilitatea Tiparului, a efectuat studii științifice asupra lizibilității și clarității tiparului cu majuscule. Constatările sale au fost următoarele:
Tiparul cu majuscule încetinește semnificativ viteza de citire în comparație cu tipul cu litere mici. De asemenea, majoritatea cititorilor consideră că majusculele sunt mai puțin lizibile. Citirea mai rapidă a tiparului cu litere mici se datorează formelor caracteristice ale cuvintelor furnizate de acest tip; acest lucru permite citirea pe unități de cuvinte, în timp ce majusculele tind să fie citite literă cu literă. În plus, deoarece tiparul cu majuscule ocupă cel puțin o treime din mai mult spațiu decât cel cu litere mici, sunt necesare mai multe pauze de fixare pentru a citi aceeași cantitate de material. Utilizarea literelor mari ar trebui evitată în majoritatea situațiilor de tipărire.
Conform lui Tinker: „Încă din 1914, Starch a raportat că materialul tipărit în litere mici romane era citit oarecum mai repede decât materialul similar tipărit cu majuscule.” Un alt studiu din 1928 a arătat că „textul scris cu majuscule era citit cu 11.8% mai lent decât cel scris cu litere mici sau aproximativ 38 de cuvinte pe minut mai lent” și că „nouă zecimi dintre cititorii adulți consideră că literele mici sunt mai lizibile decât majusculele.”
Un studiu din 1955 realizat de Miles Tinker a arătat că „textul scris cu majuscule încetinea viteza de citire între 9.5% și 19% pentru limitele de timp de 5 și 10 minute și 13.9% pentru întreaga perioadă de 20 de minute.” Tinker a concluzionat că „Evident, tiparul cu majuscule încetinește citirea într-o măsură semnificativă comparativ cu literele mici romane.”

Tinker oferă următoarele explicații pentru dificultatea lecturii textului scris cu majuscule:
Textul scris cu majuscule acoperă aproximativ 35% mai mult spațiu decât același material setat în litere mici; acest lucru ar tinde să crească timpul necesar lecturii. Când acest lucru este combinat cu dificultatea citirii unor cuvinte scrise cu litere mari ca unități întregi, obstacolul pentru o lectură rapidă devine evident. În studiul privind mișcarea ochilor realizat de Tinker și Patterson, principala diferență observată între modelele oculomotorii între literele mici și cele mari a fost creșterea semnificativă a numărului de pauze necesare pentru citirea tiparului scris cu majuscule.
Textul scris cu majuscul ar trebui eliminat din majoritatea formelor de compunere; conform lui Tinker:
„Având în vedere dovezile că tiparul cu majuscul încetinește viteza de citire într-o măsură semnificativă comparativ cu literele mici și nu este apreciat de cititori, ar părea înțelept să se elimine astfel de tipar oriunde lectura rapidă și părerile consumatorilor (cititorilor) sunt importante.” Exemplele includ orice material continuu de lectură: afișe, carduri pentru autobuz, panouri publicitare, texte publicitare din reviste etc.”
Colin Wheildon afirmă că există un „consens aparent” că textul scris cu litere mici este mai lizibil; totuși unii editori continuă să folosească majuscule indiferent de situație. În studiile sale despre majuscule în titluri, el afirmă: „Editorii care favorizează majusculele susțin că acestea oferă un accent mai mare; cei care preferă literele mici susțin că preferințele lor oferă o lizibilitate mai bună.” Wheildon susține că recunoașterea rapidă a literelor scrise într-o linie devine o sarcină dificilă atunci când se citește textul scris exclusiv în majuscule.” Concluziile sale, bazate pe teste științifice între 1982-1990, sunt: „Titlurile scrise cu litere mari sunt semnificativ mai puțin lizibile decât cele scrise cu litere mici.”
John Ryder, în Cazul pentru lizibilitate, a declarat că „Tipărirea cu litere mari poate fi realizată suficient de bine pentru a stârni interesul și, cu linii scurte, citirea la o viteză redusă este posibilă – dar în principiu sunt implicați prea mulți factori de lizibilitate scăzută.”
Alți critici sunt de părere că literele scrise cu majuscule în text sunt adesea „prea strâns împachetate una lângă alta”.

### Ambiguități
Pe lângă viteza redusă menționată anterior, textul scris exclusiv cu majuscule poate fi predispus la ambiguitate bazată pe caractere.
Anume, literele mari sunt global mai simple decât omologii lor minori; acestea nu au ascendenți sau descendenți. Deoarece sunt construite din mai puține elemente poziționale (de exemplu: o grilă specifică fonturilor digitale minimaliste), ele pot deveni fragile la modificări minore.
Aceste variații—de obicei involuntare dar uneori induse intenționat—pot cauza confuzii datorate interpretării greșite sau deteriorării informației transmise (de exemplu: date pierdute). Ele pot apărea orizontal sau vertical atunci când se citesc greșit fără efort suplimentar sau timp dedicat analizei caracterelor deteriorate ce necesită corecturi suplimentare bazate pe context.
În funcție de tipul fontului ales aceste similitudini creează accidental diverse duplicate (chiar foarte scurt) fără realizarea efectivității lor atunci când se citește; exemple includ H/A sau F/E prin adaugarea unei bare; P/R sau O/Q prin erori similare; V/U sau D/O prin rotunjirea formelor etc., precum și alte deformări ce implică amestecuri.
Adăugarea cifrelor în texte stilizate cu majuscule poate multiplica aceste confuzii; acesta fiind un obiectiv al Leet⁠(d) (pseudoduplicate intenționate) si poate oferi modalități simple prin care mesajele pot fi ascunse (adesea numerice).